# Carex kagoshimensis
Carex kagoshimensis är en halvgräsart som beskrevs av Tak.Shimizu. Carex kagoshimensis ingår i släktet starrar, och familjen halvgräs. Inga underarter finns listade i Catalogue of Life.